# Alvania testae
Alvania testae är en havslevande snäcka som beskrevs 1844 av Aradas & Maggiore. Arten ingår i släktet Alvania och familjen Rissoidae.

## Utbredning
Arten förekommer från Barents hav i norr och söderut till de brittiska öarna och vidare utmed den europeiska atlantkusten till Gibraltar i Spanien, samt i hela Medelhavet. Arten är reproducerande i Sverige. Inga underarter finns listade i Catalogue of Life.

## Ekologi
Den lever på mjukbottnar, ofta på 50 till 100 m djup, men ibland djupare. I havsområden med hög salthalt kan den förekomma på grundare vatten. Den lever av sönderfallande organiskt eller oorganiskt material.

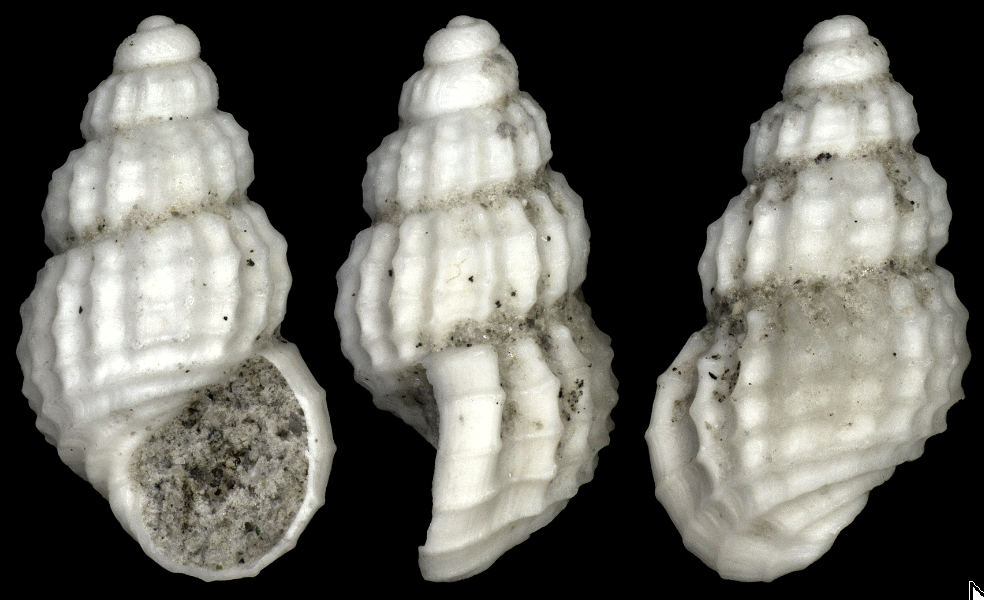